# Copa do Mundo FIFA de 2006 - Grupo E
O Grupo E da Copa do Mundo de 2006 foi formado por Itália, Gana, Estados Unidos e República Tcheca.

## Classificação
| Pos | Equipe         | Pts | J | V | E | D | GP | GC | SG | Classificado      |
| --- | -------------- | --- | - | - | - | - | -- | -- | -- | ----------------- |
| 1   | Itália         | 7   | 3 | 2 | 1 | 0 | 5  | 1  | +4 | Fase eliminatória |
| 2   | Gana           | 6   | 3 | 2 | 0 | 1 | 4  | 3  | +1 | Fase eliminatória |
| 3   | Tchéquia       | 3   | 3 | 1 | 0 | 2 | 3  | 4  | −1 | Eliminado         |
| 4   | Estados Unidos | 1   | 3 | 0 | 1 | 2 | 2  | 6  | −4 | Eliminado         |

## Estados Unidos - Rep. Tcheca
| 12 de Junho de 2006 | Estados Unidos | 0 – 3       | Tchéquia                    | FIFA WM Stadion Gelsenkirchen, Gelsenkirchen |
| 18:00               |                | (Relatório) | Koller 5' · Rosický 36' 76' | Público: 52,000 Árbitro: PAR Carlos Amarilla |

| ESTADOS UNIDOS: |    |                   |     |     |
|                 |    |                   |     |     |
| GK              | 18 | Kasey Keller      |     |     |
| RB              | 6  | Steve Cherundolo  |     | 46' |
| CB              | 22 | Oguchi Onyewu     | 5'  |     |
| CB              | 23 | Eddie Pope        |     |     |
| LB              | 7  | Eddie Lewis       |     |     |
| RM              | 17 | DaMarcus Beasley  |     |     |
| CM              | 10 | Claudio Reyna (c) | 60' |     |
| AM              | 21 | Landon Donovan    |     |     |
| CM              | 4  | Pablo Mastroeni   |     | 46' |
| LM              | 15 | Bobby Convey      |     |     |
| CF              | 20 | Brian McBride     |     | 77' |
| Substitutos:    |    |                   |     |     |
| FW              | 9  | Eddie Johnson     |     | 46' |
| MF              | 5  | John O'Brien      |     | 46' |
| FW              | 16 | Josh Wolff        |     | 77' |
| Treinador:      |    |                   |     |     |
| Bruce Arena     |    |                   |     |     |

| REP. TCHECA:   |    |                   |     |     |
|                |    |                   |     |     |
| GK             | 1  | Petr Čech         |     |     |
| RB             | 2  | Zdeněk Grygera    | 88' |     |
| CB             | 21 | Tomáš Ujfaluši    |     |     |
| CB             | 22 | David Rozehnal    | 16' |     |
| LB             | 6  | Marek Jankulovski |     |     |
| DM             | 4  | Tomáš Galásek (c) |     |     |
| RM             | 8  | Karel Poborský    |     | 82' |
| LM             | 11 | Pavel Nedvěd      |     |     |
| AM             | 10 | Tomáš Rosický     | 81' | 86' |
| CF             | 9  | Jan Koller        |     | 45' |
| CF             | 20 | Jaroslav Plašil   |     |     |
| Substitutos:   |    |                   |     |     |
| FW             | 12 | Vratislav Lokvenc | 59' | 45' |
| MF             | 19 | Jan Polák         |     | 82' |
| FW             | 17 | Jiří Štajner      |     | 86' |
| Treinador:     |    |                   |     |     |
| Karel Brückner |    |                   |     |     |

| Homem da Partida Tomáš Rosický Assistentes: Amelio Andino Bernal Manuel Quarto-árbitro: Carlos Chandia Quinto-árbitro: Rodrigo González |

## Itália - Gana
| 12 de Junho de 2006 | Itália                   | 2 – 0       | Gana | FIFA WM Stadion Hannover, Hanôver         |
| 21:00               | Pirlo 40' · Iaquinta 83' | (Relatório) |      | Público: 43,000 Árbitro: BRA Carlos Simon |

| ITÁLIA:        |    |                      |     |     |
|                |    |                      |     |     |
| GK             | 1  | Gianluigi Buffon     |     |     |
| RB             | 2  | Cristian Zaccardo    |     |     |
| CB             | 13 | Alessandro Nesta     |     |     |
| CB             | 5  | Fabio Cannavaro (c)  |     |     |
| LB             | 3  | Fabio Grosso         |     |     |
| DM             | 21 | Andrea Pirlo         |     |     |
| RM             | 20 | Simone Perrotta      |     |     |
| LM             | 4  | Daniele De Rossi     | 10' |     |
| AM             | 10 | Francesco Totti      |     | 56' |
| CF             | 11 | Alberto Gilardino    |     | 64' |
| CF             | 9  | Luca Toni            |     | 82' |
| Substitutos:   |    |                      |     |     |
| MF             | 16 | Mauro Camoranesi     | 62' | 56' |
| FW             | 15 | Vincenzo Iaquinta    | 88' | 64' |
| FW             | 7  | Alessandro Del Piero |     | 82' |
| Treinador:     |    |                      |     |     |
| Marcello Lippi |    |                      |     |     |

| GANA:            |    |                    |     |     |
|                  |    |                    |     |     |
| GK               | 22 | Richard Kingston   |     |     |
| RB               | 15 | John Paintsil      |     |     |
| CB               | 4  | Samuel Kuffour     |     |     |
| CB               | 5  | John Mensah        |     |     |
| LB               | 6  | Emmanuel Pappoe    |     | 46' |
| RM               | 18 | Eric Addo          |     |     |
| CM               | 8  | Michael Essien     |     |     |
| CM               | 10 | Stephen Appiah (c) |     |     |
| LM               | 11 | Sulley Muntari     | 41' |     |
| CF               | 14 | Matthew Amoah      |     | 68' |
| CF               | 3  | Asamoah Gyan       | 65' | 89' |
| Substitutos:     |    |                    |     |     |
| DF               | 7  | Illiasu Shilla     |     | 46' |
| FW               | 19 | Razak Pimpong      |     | 68' |
| FW               | 12 | Alex Tachie-Mensah |     | 89' |
| Treinador:       |    |                    |     |     |
| Ratomir Dujković |    |                    |     |     |

| Homem da Partida Andrea Pirlo Assistentes: Aristeu Tavares Ednílson Corona Quarto-árbitro: Khalil Al Ghamdi Quinto-árbitro: Hamdi Al Kadri |

## Rep. Tcheca - Gana
| 17 de Junho de 2006 | Tchéquia | 0 – 2       | Gana                  | FIFA WM Stadion Köln, Colônia                 |
| 18:00               |          | (Relatório) | Gyan 2' · Muntari 82' | Público: 45,000 Árbitro: ARG Horacio Elizondo |

| REP. TCHECA:   |    |                   |                                   |     |
|                |    |                   |                                   |     |
| GK             | 1  | Petr Čech         |                                   |     |
| RB             | 2  | Zdeněk Grygera    |                                   |     |
| CB             | 21 | Tomáš Ujfaluši    | Penalizado · Penalizado · Expulso |     |
| CB             | 22 | David Rozehnal    |                                   |     |
| LB             | 6  | Marek Jankulovski |                                   |     |
| DM             | 4  | Tomáš Galásek (c) |                                   | 46' |
| RM             | 8  | Karel Poborský    |                                   | 56' |
| CM             | 10 | Tomáš Rosický     |                                   |     |
| CM             | 11 | Pavel Nedvěd      |                                   |     |
| LM             | 20 | Jaroslav Plašil   |                                   | 68' |
| CF             | 12 | Vratislav Lokvenc | 49'                               |     |
| Substitutos:   |    |                   |                                   |     |
| MF             | 19 | Jan Polák         |                                   | 46' |
| MF             | 17 | Jiří Štajner      |                                   | 56' |
| MF             | 7  | Libor Sionko      |                                   | 68' |
| Treinador:     |    |                   |                                   |     |
| Karel Brückner |    |                   |                                   |     |

| GANA:            |    |                    |       |     |
|                  |    |                    |       |     |
| GK               | 22 | Richard Kingson    |       |     |
| RB               | 15 | John Paintsil      |       |     |
| CB               | 5  | John Mensah        |       |     |
| CB               | 7  | Illiasu Shilla     |       |     |
| LB               | 13 | Habib Mohamed      | 90+3' |     |
| RM               | 20 | Otto Addo          | 18'   | 46' |
| CM               | 8  | Michael Essien     | 37'   |     |
| CM               | 10 | Stephen Appiah (c) |       |     |
| LM               | 11 | Sulley Muntari     | 84'   |     |
| CF               | 3  | Asamoah Gyan       | 66'   | 85' |
| CF               | 14 | Matthew Amoah      |       | 80' |
| Substitutos:     |    |                    |       |     |
| MF               | 9  | Derek Boateng      | 75'   | 46' |
| MF               | 18 | Eric Addo          |       | 80' |
| FW               | 19 | Razak Pimpong      |       | 85' |
| Treinador:       |    |                    |       |     |
| Ratomir Dujković |    |                    |       |     |

| Homem da Partida Michael Essien Assistentes: Darío García Rodolfo Otero Quarto-árbitro: Jerome Damon Quinto-árbitro: Enock Molefe |

## Itália - Estados Unidos
| 17 de Junho de 2006 | Itália        | 1 – 1       | Estados Unidos      | Fritz Walter Stadion, Kaiserslautern         |
| 21:00               | Gilardino 22' | (Relatório) | Zaccardo 27' (g.c.) | Público: 46,000 Árbitro: URU Jorge Larrionda |

| ITÁLIA:        |    |                      |                                   |     |
|                |    |                      |                                   |     |
| GK             | 1  | Gianluigi Buffon     |                                   |     |
| RB             | 2  | Cristian Zaccardo    |                                   | 54' |
| CB             | 13 | Alessandro Nesta     |                                   |     |
| CB             | 5  | Fabio Cannavaro (c)  |                                   |     |
| LB             | 19 | Gianluca Zambrotta   | 70'                               |     |
| DM             | 21 | Andrea Pirlo         |                                   |     |
| RM             | 20 | Simone Perrotta      |                                   |     |
| LM             | 4  | Daniele De Rossi     | Penalizado · Penalizado · Expulso |     |
| AM             | 10 | Francesco Totti      | 5'                                | 35' |
| CF             | 11 | Alberto Gilardino    |                                   |     |
| CF             | 9  | Luca Toni            |                                   | 61' |
| Substitutos:   |    |                      |                                   |     |
| MF             | 8  | Gennaro Gattuso      |                                   | 35' |
| FW             | 7  | Alessandro Del Piero |                                   | 54' |
| FW             | 15 | Vincenzo Iaquinta    |                                   | 61' |
| Treinador:     |    |                      |                                   |     |
| Marcello Lippi |    |                      |                                   |     |

| ESTADOS UNIDOS: |    |                   |                                   |     |
|                 |    |                   |                                   |     |
| GK              | 18 | Kasey Keller      |                                   |     |
| RB              | 6  | Steve Cherundolo  |                                   |     |
| CB              | 23 | Eddie Pope        | Penalizado · Penalizado · Expulso |     |
| CB              | 22 | Oguchi Onyewu     |                                   |     |
| LB              | 3  | Carlos Bocanegra  |                                   |     |
| CM              | 4  | Pablo Mastroeni   | Penalizado · Penalizado · Expulso |     |
| CM              | 10 | Claudio Reyna (c) |                                   |     |
| RW              | 8  | Clint Dempsey     |                                   | 62' |
| LW              | 15 | Bobby Convey      |                                   | 52' |
| SS              | 21 | Landon Donovan    |                                   |     |
| CF              | 20 | Brian McBride     |                                   |     |
| Substitutos:    |    |                   |                                   |     |
| DF              | 13 | Jimmy Conrad      |                                   | 52' |
| MF              | 17 | DaMarcus Beasley  |                                   | 62' |
| Treinador:      |    |                   |                                   |     |
| Bruce Arena     |    |                   |                                   |     |

| Homem da Partida Kasey Keller Assistentes: Wálter Rial Pablo Fandino Quarto-árbitro: Khalil Al Ghamdi Quinto-árbitro: Hamdi Al Kadri |

## Rep. Tcheca - Itália
| 22 de Junho de 2006 | Tchéquia | 0 – 2       | Itália                      | FIFA WM Stadion Hamburg, Hamburgo             |
| 16:00               |          | (Relatório) | Materazzi 26' · Inzaghi 87' | Público: 50,000 Árbitro: MEX Benito Archundia |

| REP. TCHECA:   |    |                   |                                   |     |
|                |    |                   |                                   |     |
| GK             | 1  | Petr Čech         |                                   |     |
| RB             | 2  | Zdeněk Grygera    |                                   |     |
| CB             | 5  | Radoslav Kováč    |                                   | 78' |
| CB             | 22 | David Rozehnal    |                                   |     |
| LB             | 6  | Marek Jankulovski |                                   |     |
| DM             | 19 | Jan Polák         | Penalizado · Penalizado · Expulso |     |
| RM             | 8  | Karel Poborský    |                                   | 46' |
| CM             | 10 | Tomáš Rosický     |                                   |     |
| CM             | 11 | Pavel Nedvěd (c)  |                                   |     |
| LM             | 20 | Jaroslav Plašil   |                                   |     |
| CF             | 15 | Milan Baroš       |                                   | 64' |
| Substitutos:   |    |                   |                                   |     |
| FW             | 17 | Jiří Štajner      |                                   | 46' |
| MF             | 14 | David Jarolím     |                                   | 64' |
| FW             | 18 | Marek Heinz       |                                   | 78' |
| Treinador:     |    |                   |                                   |     |
| Karel Brückner |    |                   |                                   |     |

| ITÁLIA:        |    |                     |     |     |
|                |    |                     |     |     |
| GK             | 1  | Gianluigi Buffon    |     |     |
| RB             | 19 | Gianluca Zambrotta  |     |     |
| CB             | 5  | Fabio Cannavaro (c) |     |     |
| CB             | 13 | Alessandro Nesta    |     | 17' |
| LB             | 3  | Fabio Grosso        |     |     |
| RM             | 16 | Mauro Camoranesi    |     | 74' |
| CM             | 20 | Simone Perrotta     |     |     |
| CM             | 21 | Andrea Pirlo        |     |     |
| LM             | 8  | Gennaro Gattuso     | 31' |     |
| SS             | 10 | Francesco Totti     |     |     |
| CF             | 11 | Alberto Gilardino   |     | 60' |
| Substitutos:   |    |                     |     |     |
| DF             | 23 | Marco Materazzi     |     | 17' |
| FW             | 18 | Filippo Inzaghi     |     | 60' |
| MF             | 17 | Simone Barone       |     | 74' |
| Treinador:     |    |                     |     |     |
| Marcello Lippi |    |                     |     |     |

| Homem da Partida Marco Materazzi Assistentes: José Ramírez Héctor Vergara Quarto-árbitro: Óscar Ruiz Quinto-árbitro: José Navia |

## Gana - Estados Unidos
| 22 de Junho de 2006 | Gana                              | 2 – 1       | Estados Unidos | FIFA WM Stadion Nürnberg, Nuremberg      |
| 16:00               | Dramani 22' · Appiah 45+2' (pen.) | (Relatório) | Dempsey 43'    | Público: 41,000 Árbitro: ALE Markus Merk |

| GANA:            |    |                    |       |     |
|                  |    |                    |       |     |
| GK               | 22 | Richard Kingson    |       |     |
| RB               | 15 | John Paintsil      |       |     |
| CB               | 5  | John Mensah        | 81'   |     |
| CB               | 7  | Illiasu Shilla     | 32'   |     |
| LB               | 13 | Habib Mohamed      |       |     |
| DM               | 8  | Michael Essien     | 5'    |     |
| RM               | 9  | Derek Boateng      |       | 46' |
| LM               | 23 | Haminu Dramani     |       | 80' |
| AM               | 10 | Stephen Appiah (c) | 90+1' |     |
| CF               | 14 | Matthew Amoah      |       | 59' |
| CF               | 19 | Razak Pimpong      |       |     |
| Substitutos:     |    |                    |       |     |
| MF               | 20 | Otto Addo          |       | 46' |
| MF               | 18 | Eric Addo          |       | 59' |
| FW               | 12 | Alex Tachie-Mensah |       | 80' |
| Treinador:       |    |                    |       |     |
| Ratomir Dujković |    |                    |       |     |

| ESTADOS UNIDOS: |    |                   |    |     |
|                 |    |                   |    |     |
| GK              | 18 | Kasey Keller      |    |     |
| RB              | 6  | Steve Cherundolo  |    | 61' |
| CB              | 13 | Jimmy Conrad      |    |     |
| CB              | 22 | Oguchi Onyewu     |    |     |
| LB              | 3  | Carlos Bocanegra  |    |     |
| DM              | 10 | Claudio Reyna (c) |    | 40' |
| RM              | 8  | Clint Dempsey     |    |     |
| LM              | 7  | Eddie Lewis       | 7' | 74' |
| AM              | 21 | Landon Donovan    |    |     |
| CF              | 17 | DaMarcus Beasley  |    |     |
| CF              | 20 | Brian McBride     |    |     |
| Substitutos:    |    |                   |    |     |
| MF              | 14 | Ben Olsen         |    | 40' |
| FW              | 9  | Eddie Johnson     |    | 61' |
| MF              | 15 | Bobby Convey      |    | 74' |
| Treinador:      |    |                   |    |     |
| Bruce Arena     |    |                   |    |     |

| Homem da Partida Stephen Appiah Assistentes: Christian Schraer Jan-Hendrik Salver Quarto-árbitro: Toru Kamikawa Quinto-árbitro: Yoshikazu Hiroshima |